# Суперљубавници
Суперљубавници (јап. スーパーラヴァーズ, енгл. Super Lovers) је љубавна манга коју је Мијуки Абе објављивала у часопису Емералд. Аниме адаптација је дебитовала априла 2015., а друга сезона је премијерно приказана јануара 2017. године.

## Радња
Хару Каидо одлази у посету Канади и проводи летњи распуст у шумској брвнари своје строге, тврдоглаве мајке, Харуко, која намерно вара сина да је на ивици смрти, само да би му уручила терет одговорности око чувања њене скоро усвојене „куце”. Та „куца” је, у ствари, мали, недруштвени дечак, Рен, који никоме не верује и радије би да се дружи са Харукиним псима. Харуко наређује Харуу да цивилизује Рена до краја лета. Док се младић мучи радећи све што може како би помогао Рену, њихова веза се побољшава, толико да Хару, након што заврши средњу школу, планира да одведе Рена у Јапан, где би живели са њиховом полубраћом, близанцима.
Нажалост, долази до несреће која проузрокује смрт Харуовог оца и маћехе, остављајући га јединим преживелим. Због несреће губи сећања на то лето.
Пет година касније, Рен долази у Токио, сматрајући Харуа својим новим братом. Хоће ли се Хару прилагодити новој улози и одржати обећање дато Рену, или ће се одрећи Рена као свог брата?

## Ликови

### Породица Каидо
Хару Каидо (海棠 晴)
Глас: Томоаки Маено (ТВ аниме)
Најстарији брат и глава породице Каидо. Он је Ренов брат по усвајању и полубрат Акија и Шиме. Пре пет година, када је отишао у посету Канади, упознао је Рена. Иако је Рен према њему био поприлично непријатељски настројен, успео је да га натера да му отвори срце. Изгубио је успомене на то лето због несреће која се десила када се вратио у Јапан. Када упознаје Рена, бива одбојан према целој ствари о „братству”, али га убрзо поново прима срцу. Размазио је Рена толико да то почиње да нервира дечака, као и Харуову млађу браћу, посебно Акија. Четвртином је Канађанин. Има добронамерну и детињасту личност, и брижан је према својој браћи, посебно према Рену.
Рен Каидо (海棠 零)
Глас: Џунко Минагава (ТВ аниме)
Четврти и најмлађи брат породице Каидо. Пре пет година, био је дивље антисоцијално дете које се понашало као пас, због чега га је Харуко тешко одгајала. Када је по први пут упознао Харуа, његов се живот променио и Рен је почео да прихвата друштвени стил живота. Похађа средњу школу у Токију и упознаје нове пријатеље. У серијалу, Рен има смирену, одмерену личност и понаша се зрелије од својих вршњака. Према Харуко, могуће је да му је име дато на рођењу Ален, а да га је његова биолошка мајка, наркоман, продала за дрогу. Ово, међутим, није потпуно потврђено.
Аки Каидо (海棠 亜樹)
Глас: Јошицугу Мацуока (ТВ аниме)
Други најстарији брат породице Каидо. Има дрско, тврдоглаво понашање, за разлику од његовог млађег брата близанца. Делује као да има благи братски комплекс када је реч о Харуу и Шими. Првобитно није склон Рену, али се временом разнежује према њему, посебно када почињу да живе заједно.
Шима Каидо (海棠 蒔麻)
Глас: Такума Терашима (ТВ аниме)
Трећи најстарији брат породице Каидо. Има смирену личност и виши је од свог старијег близанца. Има више разумевања по питању ствари које се дотичу Рена.
Такаши Каидо (海棠 崇)
Глас: Теруаки Огава (ТВ аниме)
Харуов биолошки отац. Умире у саобраћајној несрећи при почетку серијала.
Рури Каидо (海棠 留理)
Глас: Јуко Сасаки (ТВ аниме)
Харуова маћеха. Умире у саобраћајној несрећи при почетку серијала.